# David Concha
David Concha Salas, né le 20 novembre 1996 à Santander (Espagne), est un footballeur espagnol évoluant au poste d'attaquant au Gamba Osaka en prêt de la Real Sociedad.

## Biographie

### En club
Le 10 mars 2019, il est prêté pour une saison au Gamba Osaka.

### En sélection
David Concha participe au championnat d'Europe des moins de 19 ans 2015 organisé en Grèce. L'Espagne remporte la compétition en battant la Russie.

## Palmarès
- Vainqueur du championnat d'Europe des moins de 19 ans 2015 avec l'équipe d'Espagne des -19 ans